# Consumación o consumo
Consumación o consumo es el álbum debut de la banda argentina Fricción, publicado en 1986 por Interdisc. 
Producido artísticamente por el guitarrista y cantante Richard Coleman, fue un disco totalmente innovador para la escena del rock argentino no solo por la versatilidad musical, sino por su calidad de grabación. 
Se destacan los temas "A veces llamo", "Perdiendo el contacto", "Autos sobre mi cama" y "Arquitectura moderna". 
Gustavo Cerati, líder de Soda Stereo y miembro de la banda en sus inicios, colaboró con guitarras, sintetizadores y coros en varias canciones del álbum.

## Lista de temas
Lado A
1. Perdiendo el contacto
2. Arquitectura moderna
3. Autos sobre mi cama (voz: Celsa Mel Gowland)
4. Entre sábanas

Lado B
1. A veces llamo
2. Durante la demolición
3. Prisión emocional
4. Gabinetes de amor (voz: Celsa Mel Gowland)

## Personal
- Richard Coleman - voz, guitarras, sintetizador, producción
- Gonzo Palacios - saxo
- Christian Basso - bajo
- Fernando Samalea - batería
- Celsa Mel Gowland - voz

## Músico invitado
- Gustavo Cerati - guitarras, sintetizador